# Ascorhynchus pennai
Ascorhynchus pennai is een zeespin uit de familie Ascorhynchidae. De soort behoort tot het geslacht Ascorhynchus. Ascorhynchus pennai werd in 1946 voor het eerst wetenschappelijk beschreven door Mello-Leitao. 